# CD155
Le CD155 (ou PVR pour « polio virus receptor », ou NECL5) est une protéine de type cluster de différenciation dont le gène, PVR, est situé sur le chromosome 19 humain. Il agit comme un récepteur à la surface de certains lymphocytes.

## Rôles
Ses ligands sont le CD226. Il permet la stimulation des lymphocytes NK, avec production de cytokines dans certains cancers. Son action sur le CD155 est cependant contrecarré par le CD96.
Un autre ligand est la protéine TIGIT, qui interagit avec le CD155 pour, cette fois-ci, inhiber l'activité des cellules NK.